# Lua de Mel em Buenos Aires, A Mulher Crucificada, O Beijo da Besta
Lua de Mel em Buenos Aires, A Mulher Crucificada, O Beijo da Besta é uma peça teatral encenada pelo grupo teatral porto-alegrense Cambada de Teatro em Ação Direta Levanta Favela, a partir do ano de 2016, reunindo três textos do dramaturgo Julio Zanotta. A dramaturgia atua como um antídoto às políticas dos desejos sexuais instituídas. Utilizando a paródia de personagens,  aborda uma revolução sangrenta e  trata conflitos urbanos contemporâneos. O texto defende a liberdade nos modos de desejar num contexto apocalíptico. Abalando toda a noção de gênero e de normatividade rompe clichês, com foco na libertação incondicional da mulher. A violência contra prostitutas numa fantasiosa encenação de lua de mel, uma mulher crucificada no porão de uma igreja e uma seita satânica que tenta restaurar o “diabolus per osculum asinum” (o beijo no ânus do Diabo)  são alguns dos ingredientes que se fundiram no espetáculo contendo três peças do dramartugo.
Estas peças breves haviam sido encenadas uma única vez até então, na Semana Julio Zanotta, com direção de Daniel Colin. A trama criada trata de uma das muitas tragédias modernas brasileiras: a dominação falocrática.

## Sinopse das peças originais
- Lua de Mel em Buenos Aires Estranho casal em lua de mel encontra Jorge Luis Borges em Buenos Aires.
- A Mulher Crucificada Em meio a uma revolução na província, padre encontra mulher crucificada na igreja.
- O Beijo da Besta Antigo ritual secreto é retomado por iniciados.[1]

## Elenco
- Danielle Rosa (Clarissa)
- Ketelin Abbady (Anna / Aurora)
- Sandro Marques (Maurilío / Frei Gazella / Conde Bardi)
- Bruno Geraldi (Cardeal Cipriani / Homem de Bengala / Monsenhor Clemente / Carcereiro )

## Indicação ao Prêmio Açorianos de Teatro 2017
No ano de 2017 a peça foi indicada ao Prêmio Açorianos de Teatro 2017 na categoria de Melhor Atriz Coadjuvante - com Ketelin Abbady.

## Estreia e a ordem de despejo do Centro de Cultura da Usina do Gasômetro
A peça A Mulher Crucificada teve sua temporada de estreia na Sala 505 da Usina do Gasômetro nos dias 13 a 17 de dezembro de 2016. No entanto uma ordem de desocupação da Usina do Gasômetro, mediante a reforma o espaço foi emitida para o dia 18 dezembro, cinco dias após a estreia da peça. Porém a desocupação não ocorreu na data prevista devida a um edital que vigorava até o mês de maio 2017. A peça voltou a se apresentar na Usina nos dias 21 e 28 de janeiro de 2017.
No dia 31 de maio era encerrado o edital que assegurava a permanência dos grupos que ocupavam as salas da Usina, de imediato a administração da instituição iniciou o processo de desocupação do espaço. Em julho de 2017 os grupos do projeto Usina das Artes que ocupavam o complexo cultural Usina do Gasômetro foram transferidos para o prédio nº 711 da Rua Santa Terezinha, no Bairro Farroupilha, ao lado da Vila Planetário.
Em abril de 2018, depois de permanecer quase dois anos em cartaz, a peça foi encenada pela última vez em Porto Alegre em um evento comemorativo aos 10 anos do grupo Cambada de Teatro em Ação Direta Levanta Favela na Usina das Artes, espaço escolhido pela Secretaria Municipal de Cultura, de Porto Alegre, para abrigar os grupos de teatro e dança, enquanto o prédio do Gasômetro estava sob reforma.